# امي انتزى (ترواعلي)
امي انتزى هو دُوَّار يقع بجماعة إدا وكازو، إقليم الصويرة، جهة مراكش آسفي في المملكة المغربية. ينتمي الدوّار لمشيخة ترواعلي التي تضم 8 دواوير. يقدر عدد سكانه بـ 179 نسمة حسب الإحصاء الرسمي للسكان والسكنى لسنة 2004.

## روابط خارجية
- البوابة الوطنية للجماعات الترابية
- المندوبية السامية للتخطيط